# هربرت وير سميث
هربرت وير سميث (بالإنجليزية: Herbert Weir Smyth)‏ هو لغوي أمريكي، ولد في 8 أغسطس 1857 في ويلمنغتون في الولايات المتحدة، وتوفي في 16 يوليو 1937 في بار هربور في الولايات المتحدة.